# Clusia venusta
Clusia venusta là một loài thực vật có hoa trong họ Bứa. Loài này được Little mô tả khoa học đầu tiên năm 1970.